# Gereon von Köln

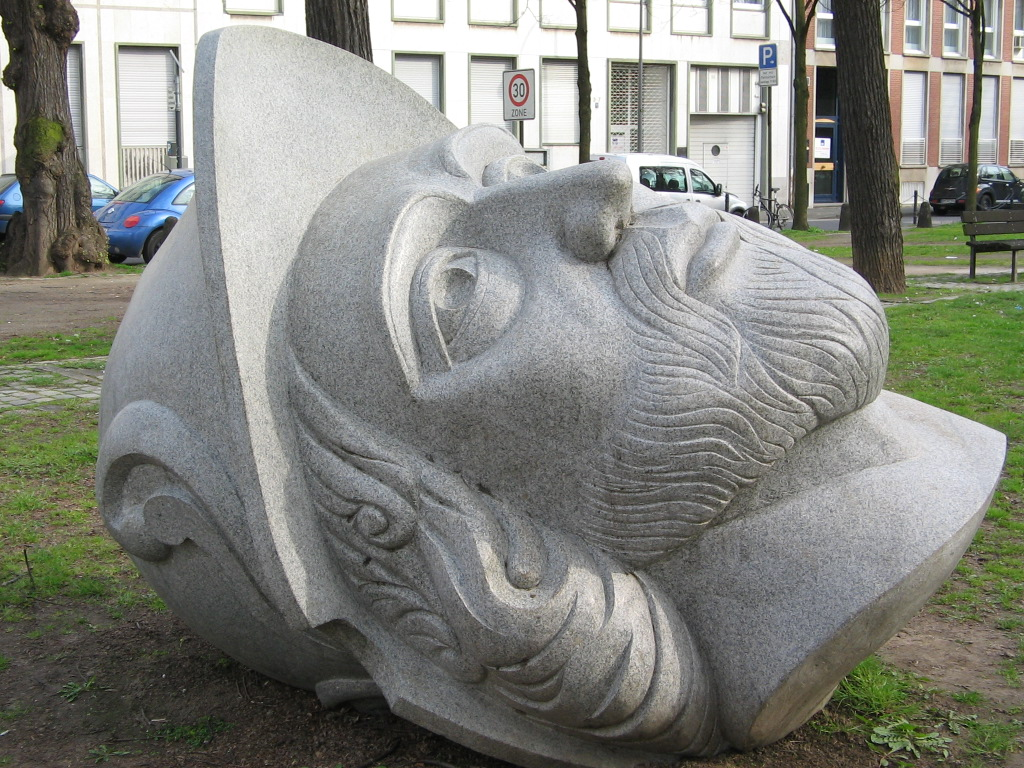
Kopf des heiligen Gereon vor der Kirche St. Gereon

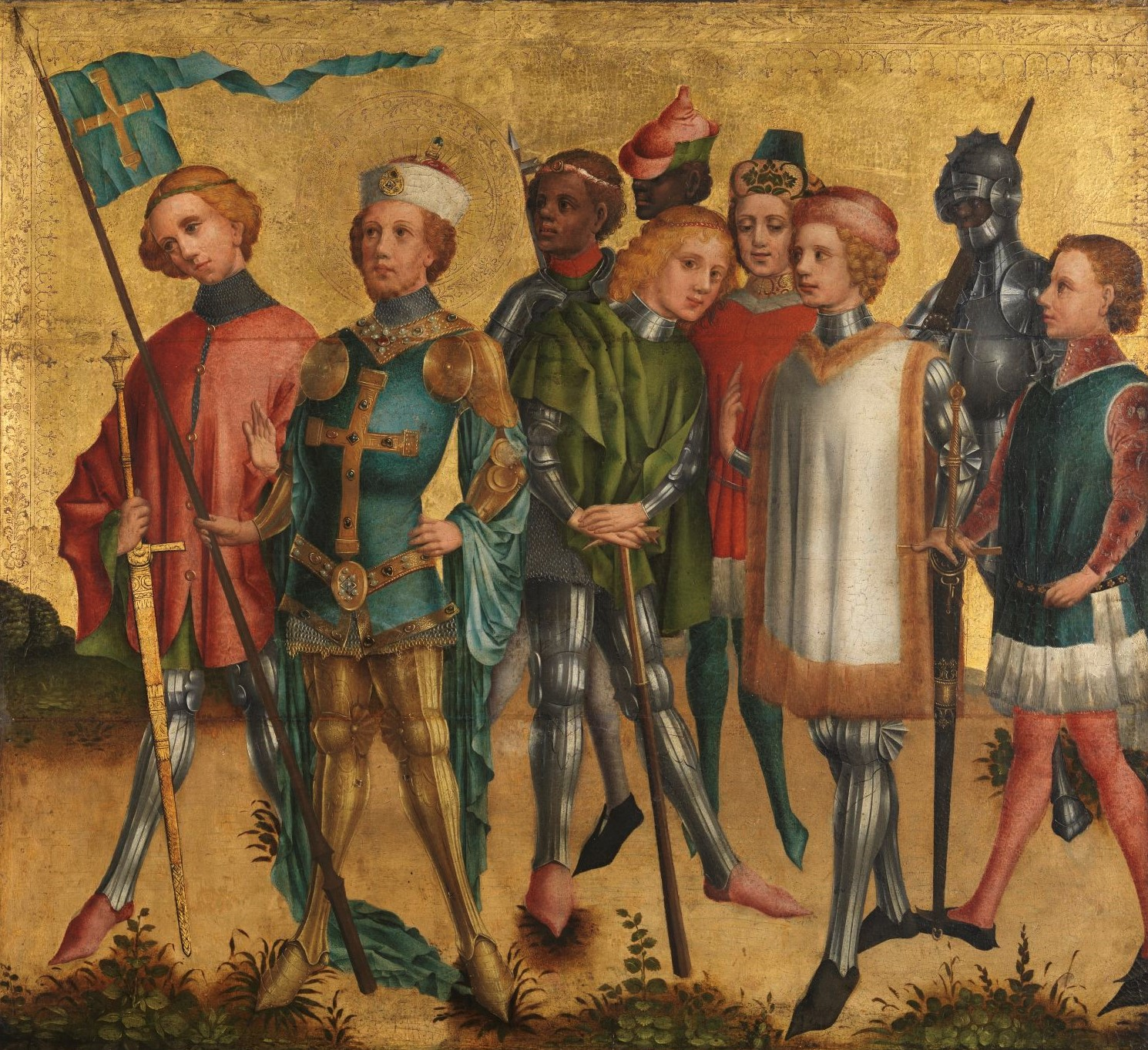
Heiliger Gereon mit Gefolge, Köln, um 1460, auf Holz, Germanisches Nationalmuseum in Nürnberg.

Nach der Legende war Gereon (* um 270; † 304) ein Offizier der Thebäischen Legion, der entsprechend der Legende in der Nähe von Köln im späteren Mechtern (ad martyres) wegen seines christlichen Glaubens und der Weigerung, sich an Christenverfolgungen zu beteiligen, enthauptet wurde. Sein Leib soll vor den Mauern der Stadt in einen Brunnen geworfen worden sein.

## Legende
Die früheste Fassung der Legende von der Thebäischen Legion ist die Passio Acaunensium martyrum des Eucherius von Lyon (5. Jahrhundert). Sie lokalisiert das Geschehen an den Ort Agaunum (auch Acaunum) im Wallis in der Nähe des Genfer Sees. Die dortige Abtei Saint-Maurice d’Agaune war das früheste und bedeutendste Kultzentrum der Thebäer.
An den Niederrhein gelangte der Kult wahrscheinlich im 6. Jahrhundert im Gefolge der Eheschließung des austrasischen Königs Theuderich I. mit der Tochter des Stifters der Abtei Saint-Maurice, des Königs Sigismund von Burgund, Suavegotta. Bald wurden daher Teile der Handlung an den Niederrhein (Bonn, Köln, Xanten) verlegt, wo sie vermutlich mit älteren lokalen Überlieferungen von Soldatenmärtyrern verschmolzen. So erwähnte Gregor von Tours in seinem Liber in gloria martyrum noch ohne Namensnennung 50 Märtyrer der Thebäischen Legion, die in einer mit Goldmosaiken geschmückten Kirche Ad Sanctos aureos verehrt würden. Der ihm persönlich bekannte Kölner Bischof Everigisil sei durch Staub aus einem in der Mitte dieser Kirche befindlichen Brunnen, in den die Leiber der Märtyrer geworfen worden seien, von Kopfschmerzen geheilt worden. Die Ausschmückung dieser Kirche mit Mosaiken preist Venantius Fortunatus in einem Gedicht (carm. III 14) als Verdienst des Kölner Bischofs Carentinus.
Der Name Gereon tauchte erstmals in dem im frühen 7. Jahrhundert in Auxerre oder im Kloster Luxeuil redigierten Martyrologium Hieronymianum auf. Dort erscheint er als Anführer von 318 Gefährten. Diese Zahl, die später kanonische Geltung erlangte, ist eine biblische Symbolzahl (vgl. Gn 14, 14: 318 Gefährten Abrahams). Im 10. Jahrhundert baut eine wohl in Köln entstandene Passio die Überlieferung weiter aus. Dort wurde erstmals zwischen dem Ort des Martyriums, einer Kirche Ad Martyres (volkssprachlich St. Mechtern im heutigen Köln-Ehrenfeld), und dem Ort der Beisetzung, St. Gereon zu Köln, unterschieden. Letztgenannte Kirche sei von der römischen Kaiserin Helena, der Mutter Konstantins des Großen, errichtet worden. Sigebert von Gembloux verfasste in den 1070er Jahren eine metrische Passio Sanctorum Thebeorum in drei Büchern, in der er von 955 bis 970 auch Gereon und seine Gefährten erwähnte und ihre Zahl 318 zahlensymbolisch ausdeutete. Erst im 12. Jahrhundert wurde der angebliche Leichnam Gereons bei einer im Herbst 1121 von Norbert von Xanten, dem Gründer des Prämonstratenserordens, inszenierten und detailliert beschriebenen Reliquiengrabung in unversehrtem Zustand und in prachtvoller Gewandung mit Resten von Bewaffnung in einem Sarkophag entdeckt.

## Kultgeschichte

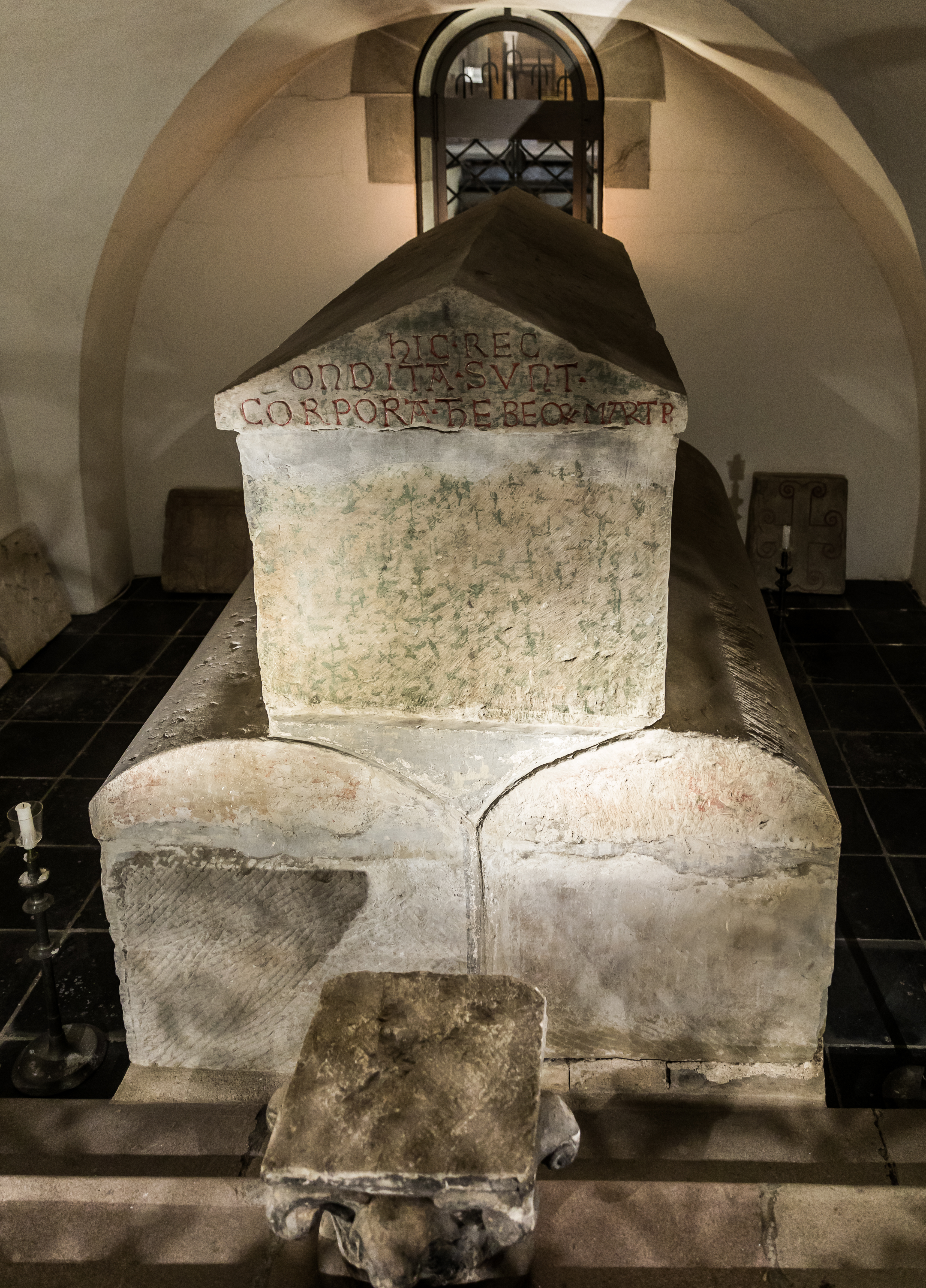
Gereonsgrab in der Kölner Kirche St. Gereon

Die angeblich von Kaiserin Helena errichtete Kirche St. Gereon stammt in ihren ältesten Teilen aus der Mitte des 4. Jahrhunderts, ist also älter als sämtliche Schriftquellen, die erst im 5., mit Bezug auf Köln sogar erst im 6. Jahrhundert einsetzen. Sie lag ursprünglich außerhalb der Stadtbefestigung im nordwestlichen Vorstadtgebiet auf dem Gelände einer römischen Nekropole. Spätestens seit dem 7. oder frühen 8. Jahrhundert muss es bei der Kirche ein Kloster oder Stift gegeben haben. Der spätantike Bau wurde immer wieder restauriert und erweitert. Heute erhebt sich über dem spätantiken Ovalbau der bedeutende romanische Sakralbau St. Gereon aus dem 13. Jahrhundert, der sich durch seinen Mittelbau, das einzige Dekagon und den ersten bedeutenden Zentralbau mit Klostergewölbe nördlich der Alpen, auszeichnet. Eine in den Quellen bereits seit merowingischer Zeit erwähnte spätantike Säule, die laut einer beigefügten Versinschrift als eine Art Orakel in Rechtsfragen diente, die Blutsäule (Köln) des heiligen Gereon, soll mit dem Blut des Heiligen in Berührung gekommen sein und ist noch heute in St. Gereon auf der Nordseite beim Westeingang vorhanden.  Für sie wurde bei der staufischen Erneuerung des Dekagons eine Aussparung geschaffen. Die Granitsäule könnte eine der in den spätantiken und frühmittelalterlichen Quellen erwähnten Säulen des spätantiken Baues aus kostbarem Material sein. Eine Inschrift, die ursprünglich auf einer Steinplatte an der Säule angebracht war, ist heute in der Nische zu lesen. Es handelt sich um ein Distichon, ein Kabinettstück in raffinierter Reimtechnik, das erst aus dem Hochmittelalter stammen kann:

„Adde fidem, fuit hic pridem fusus cruor idem / ad lapidem, si dem me male, punit idem.“

„Schenke mir Glauben, vor langer Zeit wurde  hier ebendieses / Blut an dem Steine versprengt, zeig’ ich mich übel, er straft.“

Die Säule, die an die Säule unter den arma Christi erinnert, erscheint auch auf Abbildungen, so in Inkunabeln der Legenda aurea des Jacobus de Voragine.
Die ältesten liturgischen Texte stammen aus dem 8. Jahrhundert. Gereon erscheint unter den Patronen des fränkischen Heeres neben den Soldaten- und Bischofsheiligen Mauritius von Agaunum, Bischof Dionysius von Paris, Crispinus und Crispinianus von Soissons und Hilarius von Poitiers und Martin von Tours in den Laudes regiae. Noch in ottonischer Zeit ist Gereon in den Laudes regiae präsent, danach verschwindet er. Dafür ist die örtliche liturgische Tradition, ausgehend von der Kölner Allerheiligenlitanei aus der ersten Hälfte des 9. Jahrhunderts bis zur Gegenwart umso reicher und nachhaltiger. Sie erreicht den Gipfelpunkt ihrer Entfaltung im Hoch- und Spätmittelalter als es, spätestens seit Erzbischof Pilgrim von Köln zu einem ausgeprägten Stationskirchensystem nach römischem Vorbild kommt, in dem die Stiftskirche St. Gereon einen hervorragenden Platz (u. a. Statio am Tag des Protomärtyrers Stephanus im Rahmen der Weihnachtsliturgie; Palmsonntag, Ostermontag, Pfingstmontag und Vigil von Christi Himmelfahrt in der Osterzeit) einnimmt.
Im Rahmen der Neukonzeption des Skulpturenprogramms des Kölner Rathausturms in den 1980er Jahren wurde Gereon durch eine Figur von Matthias Moritz im vierten Obergeschoss auf der Nordseite des Turms geehrt.
In der Nürnberger Lorenzkirche befinden sich Reliquien des Heiligen Gereon im Johannesaltar von 1520.

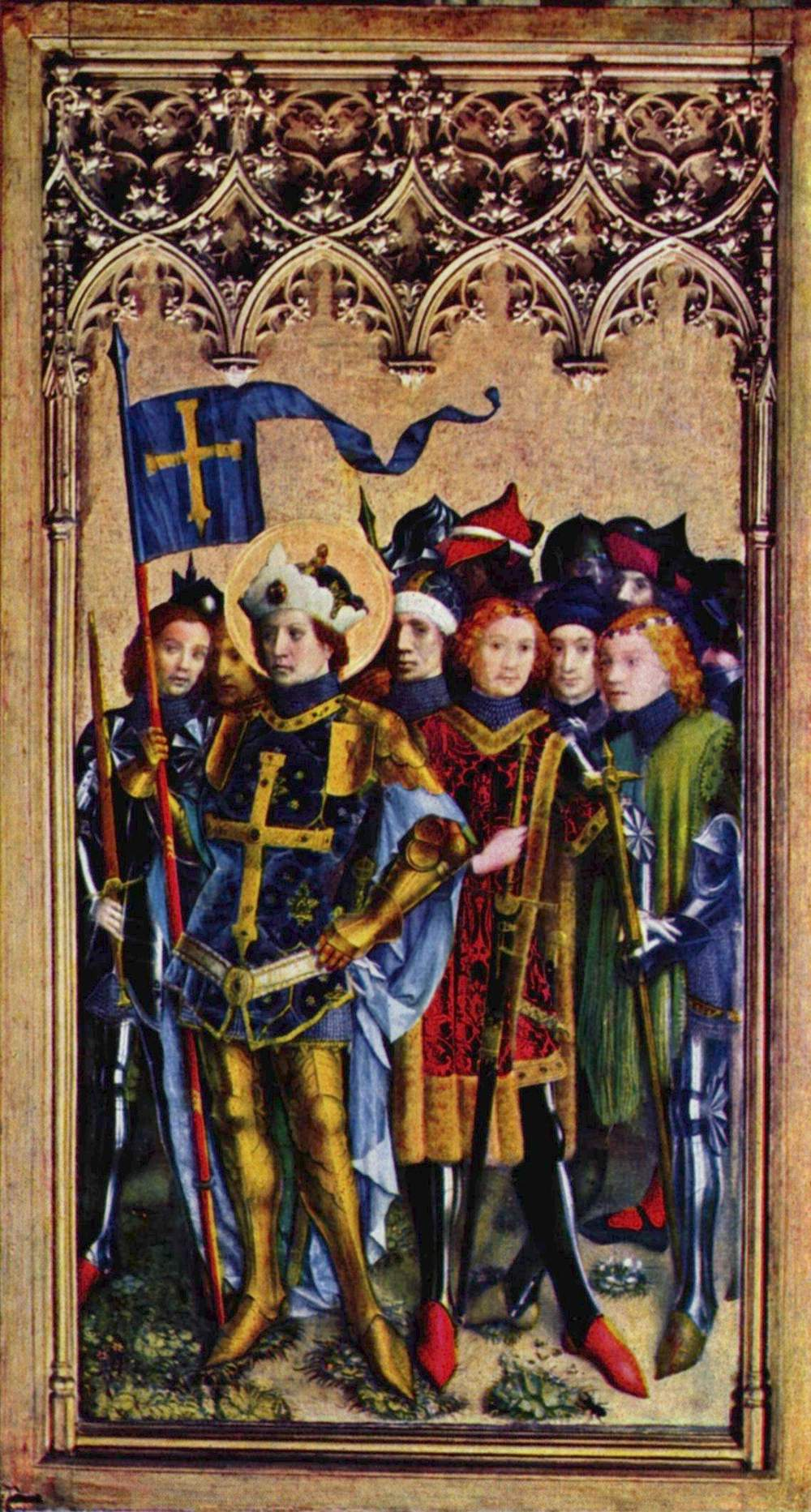
Darstellung des heiligen Gereon auf der rechten Seitentafel des Altars der Stadtpatrone von Stefan Lochner, heute im Kölner Dom

## Patrozinium
Gereon ist ein Schutzpatron der Soldaten. Er wird in Ritterrüstung mit Kreuzfahne dargestellt und besonders in Köln verehrt, dessen Stadtpatron er auch ist. Ferner gibt es an der Loire (Frankreich) Gemeinden des Namens Saint Géréon.
Dem Heiligen wurden auch verschiedene Kirchengebäude geweiht (siehe Gereonskirche), so ist mit St. Gereon in Köln eines der ältesten Deutschlands.
Gereon ist der Namenspatron des 10. Oktobers.